# سینما بهمن (آزادشهر)
سینما بهمن یک سینما در شهر آزادشهر، ایران است.
این سینما که متعلق به حوزه هنری می‌باشد در سال ۱۳۴۵ با یک سالن تأسیس شده‌است.